# Georg von Anhalt-Dessau

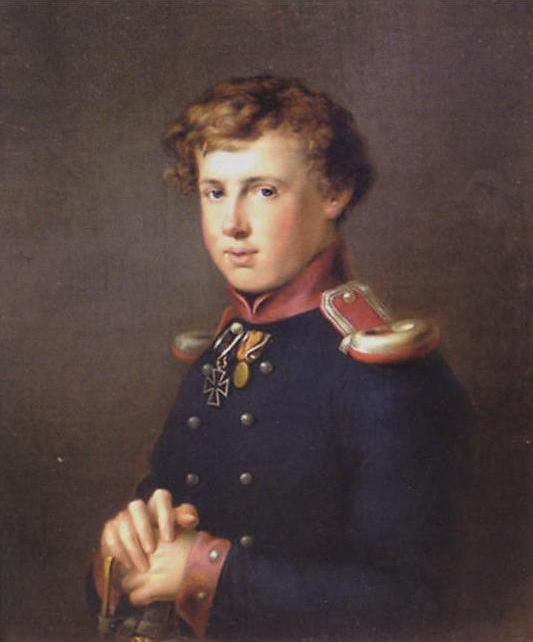
Prinz Georg in Uniform mit dem Eisernen Kreuz

Georg Bernhard von Anhalt-Dessau (* 21. Februar 1796 in Dessau; † 16. Oktober 1865 in Dresden) aus dem Hause der Askanier war ein Prinz von Anhalt-Dessau.

## Leben
Georg war der zweite Sohn Erbprinzen Friedrich von Anhalt-Dessau (1769–1814) aus dessen Ehe mit Christiana Amalie (1774–1846), Tochter des Landgrafen Friedrich V. von Hessen-Homburg.

## Palais Reina
Georg ließ an der Kavalierstraße in Dessau ein nach ihm benanntes Palais bauen. Dessen Kosten von 45.000 Talern stürzten den Prinzen in tiefe Schulden. Das Gebäude wurde 1900 in „Palais Reina“ umbenannt und beherbergte später die Anhaltische Gemäldegalerie. Zudem pflegte der Stadt Dessau dort ihre Ehrengäste zu empfangen. Auch der Freistaat Anhalt nutzte das Palais für Empfänge. Das Palais Reina wurde im Zweiten Weltkrieg vollständig zerstört.

## Ehen und Nachkommen
Georg heiratete am 6. August 1825 in Rudolstadt Karoline (1804–1829), Tochter des Prinzen Karl Günther von Schwarzburg-Rudolstadt (1771–1825), mit der er folgende Kinder hatte:
- Luise (1826–1900)
- Friedrich (*/† 1828)

Nach dem Tod seiner ersten Gemahlin vermählte er sich am 4. Oktober 1831 in Dresden mit Therese Emma von Erdmannsdorff (1807–1848), Tochter des Alexander Ferdinand von Erdmannsdorff und der Johanna von Wollkopf, die 1831 durch Herzog Leopold von Anhalt-Dessau zur „Gräfin von Reina“ erhoben wurde. Die Kinder dieser Ehe führten den Titel Gräfin beziehungsweise Graf von Reina:
- Franz (1832–1897)
- Mathilde (1833–1917)
- Helene (1835–1860), mit der Adoption durch Wilhelm von Anhalt-Dessau „Prinzessin von Anhalt“ 1855

⚭ 1855 Fürst Friedrich Günther von Schwarzburg-Rudolstadt (1793–1867)
- Emma (1837–1909)
- Maria (1839–1931)
- Rudolf (1842–1921)
- Karl (1844–1900)